# Pelle Sothöna
Pelle Sothöna (engelska Cuthbert Coot) är en figur i Kalle Ankas universum. Han är en cowboy och äger en egen ranch. Han är i Don Rosas släktträd son till Kurre Knös och Dora Dopping men har inga egna barn. Han har bara medverkat i en enda serie, Kalle Anka som cowboy (Webfooted Wrangler) från 1945, skriven och tecknad av Carl Barks.